# Florin Dogaru (sportiv)
Florin Dogaru (n. 1999 – d. 3 noiembrie 2023, Fântânele, Constanța, România) a fost un sportiv român. În 2017 a fost campion național la kickboxing, la categoria 63 kg. A fost legitimat la Clubul Sportiv Viitorul Fântânele din Constanța.
A câștigat aproape 50 de meciuri din cele 60 disputate.
A decedat în noiembrie 2023, în urma unui infarct, la câteva zile după ce a participat la un concurs unde a primit o lovitură puternică de la adversar.